# Турський ярок
Турський ярок (словац. Turský jarok) — річка; ліва притока Лаборця, протікає в окрузі Михайлівці.
Довжина приблизно 8,0—8,8 км. Витік знаходиться в масиві Вигорлат (геоморфологічна підодиниця Гуменські гори) — на висоті приблизно 390 метрів.
Протікає територією сіл Ореське; Збудза  і Петровце-над-Лаборцем.. Впадає в Лаборець на висоті приблизно 118 метрів.